# Daniel Staniszewski
Daniel Staniszewski (Ciechanów, 5 maggio 1997) è un ex pistard ed ex ciclista su strada polacco, attivo come Elite/Under-23 dal 2016 al 2022 e vincitore della medaglia di bronzo nell'americana agli Europei 2017.

## Palmarès

### Pista
- 2014

Grand Prix of Poland, Scratch Junior (Pruszków)
- 2015

Campionati europei, Inseguimento individuale Junior
Campionati europei, Scratch Junior
Campionati polacchi, Inseguimento individuale
Campionati polacchi, Scratch
- 2016

Grand Prix Galychyna, Omnium (Leopoli)
Grand Prix Galychyna, Scratch (Leopoli)
Grand Prix of Poland, Inseguimento a squadre Under-23 (Pruszków, con Alan Banaszek, Michał Rzeźnicki e Szymon Sajnok)
Campionati polacchi, Americana (con Norbert Banaszek)
Track Cycling Challenge, Americana (Grenchen, con Wojciech Pszczolarski)
Troféu Internacional de Anadia, Scratch (Anadia)
- 2017

Campionati polacchi, Inseguimento individuale
Campionati polacchi, Americana (con Wojciech Pszczolarski)
4 Jours de Genèvre, Scratch (Ginevra)
- 2018

GP Poland, Inseguimento a squadre (con Adrian Kaiser, Bartosz Rudyk e Adrian Teklinski)
- 2019

Panevezys, Scratch
Panevezys, Americana (con Damian Slawek)
GP Poland, Americana (con Filip Prokopyszyn)
Campionati polacchi, Omnium Under-23
Campionati polacchi, Americana (con Filip Prokopyszyn)
- 2020

GP Brno, Omnium (Brno)
Campionati polacchi, Inseguimento individuale
- 2021

Campionati polacchi, Americana (con Alan Banaszek)
- 2022

Grand Prix Tel Aviv, Scratch (Tel Aviv)
Grand Prix Tel Aviv, Omnium (Tel Aviv)
6 giorni delle Rose, Omnium (Fiorenzuola d'Arda)
6 giorni delle Rose, Corsa a eliminazione (Fiorenzuola d'Arda)
Campionati polacchi, Corsa a eliminazione

## Piazzamenti

### Competizioni mondiali
- Campionati del mondo su pista

Seul 2014 - Scratch Junior: 23º
Seul 2014 - Omnium Junior: 12º
Astana 2015 - Inseguimento a squadre Junior: 5º
Astana 2015 - Inseguimento individuale Junior: 2º
Hong Kong 2017 - Inseguimento a squadre: 9º
Hong Kong 2017 - Inseguimento individuale: 7º
Hong Kong 2017 - Americana: 11º
Apeldoorn 2018 - Americana: 13º
Pruszków 2019 - Inseguimento a squadre: 7º
Pruszków 2019 - Americana: 8º
Berlino 2020 - Omnium: 13º
Berlino 2020 - Americana: 12º
Roubaix 2021 - Inseguimento a squadre: 8º
- Giochi olimpici

Tokyo 2020 - Americana: 8º

### Competizioni europee
- Campionati europei su pista

Anadia 2014 - Inseguimento a squadre Junior: 5º
Anadia 2014 - Inseguimento individuale Junior: 3º
Anadia 2014 - Scratch Junior: 13º
Atene 2015 - Inseguimento a squadre Junior: 3º
Atene 2015 - Inseguimento individuale Junior: vincitore
Atene 2015 - Corsa a punti Junior: ritirato
Montichiari 2016 - Inseguimento a squadre Under-23: 8º
Montichiari 2016 - Inseguimento individuale Under-23: 8º
Montichiari 2016 - Americana Under-23: 3º
Saint-Quentin-en-Yvelines 2016 - Americana: 7º
Saint-Quentin-en-Yvelines 2016 - Inseguimento individuale: 4º
Anadia 2017 - Inseguimento individuale Under-23: 3º
Anadia 2017 - Inseguimento a squadre Under-23: 3º
Anadia 2017 - Scratch Under-23: 5º
Anadia 2017 - Americana Under-23: 5º
Berlino 2017 - Inseguimento a squadre: 6º
Berlino 2017 - Inseguimento individuale: 11º
Berlino 2017 - Americana: 3º
Glasgow 2018 - Scratch: 9º
Glasgow 2018 - Americana: 6º
Aigle 2018 - Americana Under-23: 4º
Gand 2019 - Inseguimento a squadre Under-23: 6º
Gand 2019 - Inseguimento individuale Under-23: 9º
Gand 2019 - Americana Under-23: 4º
Apeldoorn 2019 - Inseguimento a squadre: 8º
Apeldoorn 2019 - Americana: 10º
Plovdiv 2020 - Scratch: 6º
Plovdiv 2020 - Omnium: 4º
Plovdiv 2020 - Americana: 9º
Grenchen 2021 - Inseguimento a squadre: 6º
Grenchen 2021 - Corsa a punti: 4º
Grenchen 2021 - Inseguimento individuale: 15º
Monaco di Baviera 2022 - Inseguimento a squadre: 7º
Monaco di Baviera 2022 - Corsa a eliminazione: 6º
Monaco di Baviera 2022 - Omnium: 5º
- Giochi europei

Minsk 2019 - Inseguimento a squadre: 5º
Minsk 2019 - Omnium: 3º